# Télé Dimanche
Ne doit pas être confondu avec Télés Dimanche.
Télé-Dimanche était une émission de télévision française créée par Raymond Marcillac et diffusée le dimanche après-midi sur la RTF Télévision puis sur la première chaîne de l'ORTF du 18 janvier 1959 au 2 juillet 1972.

## Histoire
L'émission est lancée sous l'impulsion du directeur des programmes de l'époque, Jean d'Arcy, afin de séduire un public familial. Présenté par Raymond Marcillac, le programme est initialement tourné en studio. Mais, fort de son succès d'audience, il déménage à la Maison de la Radio en 1961 et devient public.
Noële Noblecourt, qui succéda à Simone Garnier à la présentation en janvier 1963, fut officiellement licenciée en 1964 pour avoir montré ses genoux à l’écran. Une trentaine d'années plus tard, en 1994, Raymond Marcillac nie le motif du renvoi, affirmant avoir mis fin à cette collaboration du fait d'un manque de professionnalisme de la speakerine.  Interviewée par Vincent Perrot en 1995, Noële Noblecourt dément à son tour. Elle affirme avoir été renvoyée pour avoir refusé les avances de Raymond Marcillac, directeur de l'information de la première chaîne,. 
L'émission fut ensuite animée par Jacqueline Monsigny, Guy Lux et Roger Lanzac ; ce dernier fut évincé de l'émission en 1968.
Le 30 mai 1971, l'émission en direct est interrompue après sa première chanson pour empêcher la chanteuse Joan Baez de lire un message en faveur des objecteurs de conscience espagnols emprisonnés,. Joan Baez offre au profit du Comité international d'aide aux objecteurs de conscience, organisation dont elle est une des fondatrices, les cachets intégraux de ses concerts à Lyon, à Châteauvallon (Var) et à Télé Dimanche.

## Principe de l'émission
Télé-Dimanche se composait de divertissements, de variété, de jeux et de sport.
Une page très célèbre de cette émission était consacrée au « jeu de la chance », transposition des fameux radio-crochets, où de nombreux talents firent leurs débuts, notamment à la disparition d'Édith Piaf : Georgette Lemaire, Mireille Mathieu ou, dans d'autre registres, Thierry Le Luron qui s'exerça dans l'opérette avant d'ouvrir la nouvelle voie des imitateurs.